# VF-132 (1961-1962)
Le Fighter Squadron 132 ou VF-132, connu sous le nom de "Swordsmen" ou "Peg Leg Petes", est un escadron  qui a été créé le 21 août 1961 aux commandes du Vought F-8 Crusader, un intercepteur supersonique de l'US Navy  et dissoute le 1er octobre 1962.

## historique
Le VF-132 a été créé dans le cadre du troisième Carrier Air Group Thirteen (CVG-13). 
Il a été déployé lors d'une croisière d'essais dans les Caraïbes sur l'USS Constellation (CV-64) du 3 mars au 6 mai 1962. 
Après son retour de la croisière, le CVG-13 et ses escadrons constitutifs ont été supprimés le 1er octobre 1962.

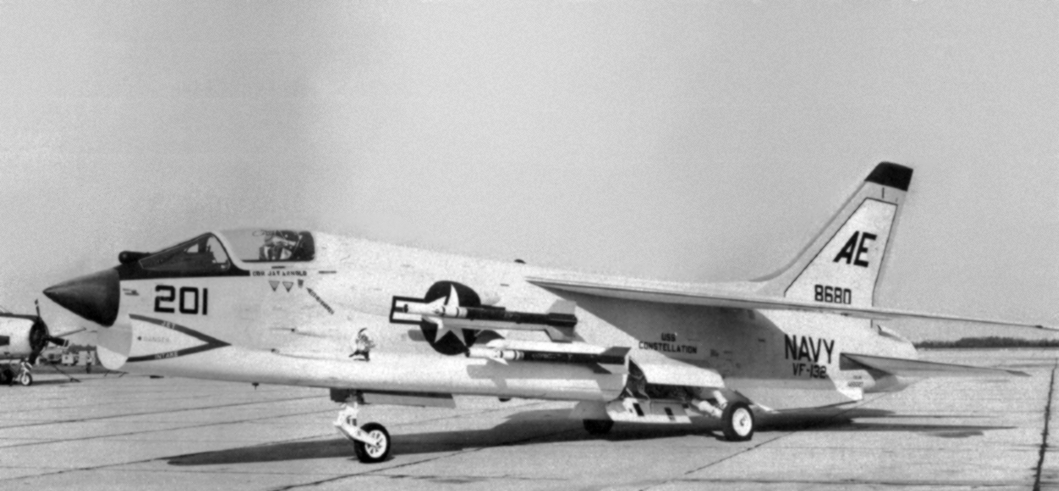
F-8D Crusader (du VF-132) sur USS Constellation en 1962